# Junta d'Armament i Defensa de Sogorb
La Junta d'Armament i Defensa de Sogorb és un organisme de tipus privat i polític creat en la ciutat de Sogorb el 1874 durant la Tercera Guerra Carlina, amb l'objectiu de garantir les defenses de la ciutat davant un probable atac de les forces carlistes, que ja havien envaït la ciutat anteriorment. El dia 4 de desembre d'eixe any i sota la presidència del general Miguel Cervera i Hernández, es va reunir el partit liberal local en l'edifici del Teatre, acordant la seva col·laboració amb les forces militars isabelines i en concret amb els enginyers militars, que a les ordres del brigadier Luis Dabán, es van traslladar en eixes dates a la ciutat per a construir defenses militars.
Després del concert de les diverses fraccions militars van resultar triats per unanimitat per a portar a terme la Junta, els següents senyors:
- President Honorari: Brigadier Luis Dabán y Ramírez de Arellano[2]
- President efectiu: Miguel Alegre Gil[3]
- Vicepresident: José Mª Royo i Murcià
- Vocals: Fernando De Ocón, Miguel Cervera Hernández, Justo Sáenz de Yñigo, Gonzalo Valero Montero, Eduardo Sales, Ángel Bayo Guia, Francisco Sales i Aucejo, Julián Clavel i Cel·la, Clemente Arnau i Navarrete, Joan Martínez i Ricart, Marcelo Monzonís i Ferrer, Andrés Gómez Tejadillos, Antonio Clavel i Chover, Joaquín Martínez i Carbonell i Avelino Pau i Morro.
- Dipositari: Társilo Gimeno i Agius
- Secretari: Rafael Velázquez de Ocón

La Junta va designar als vocals Clavel, Monzonís, dels pirotècnics Monzonís i Martínez Ricart perquè passessin a la capitania de València i es confisquessin de 400 fusells i munició per a organitzar la defensa militar de la ciutat, promovent la col·laboració dels paletes locals en la construcció de les defenses del turó de Sant Blai. El 14 de desembre es va crear una comissió econòmica dirigida pels vocals Gimeno, Martínez Ricart i Bayó que va disposar que els oficials escribans Leopoldo Monzonís i Aucejo, i Salvador Pérez i Monzonís, passessin als pobles de Navaixes, Sot de Ferrer, Geldo i Soneixa a recaptar els valors corresponents a l'Ajuntament de Sogorb per a transferir-los a les fortificacions.
La Junta va durar fins al 19 de març de 1875, data en la qual es va dissoldre voluntàriament, després de tres mesos i mig de vida i quaranta-dues sessions.